# Herfølge
 (novembre 2023).
Si vous disposez d'ouvrages ou d'articles de référence ou si vous connaissez des sites web de qualité traitant du thème abordé ici, merci de compléter l'article en donnant les références utiles à sa vérifiabilité et en les liant à la section « Notes et références ».
Herfølge est un quartier de la ville danoise de Køge, à 5 kilomètres au sud du centre-ville.
Le quartier est connu pour son ancien club de football, le Herfølge Boldklub, champion du Danemark en 2000. En 2009, ce club a fusionné avec un autre club de la ville pour donner le Herfølge Boldklub Køge. 

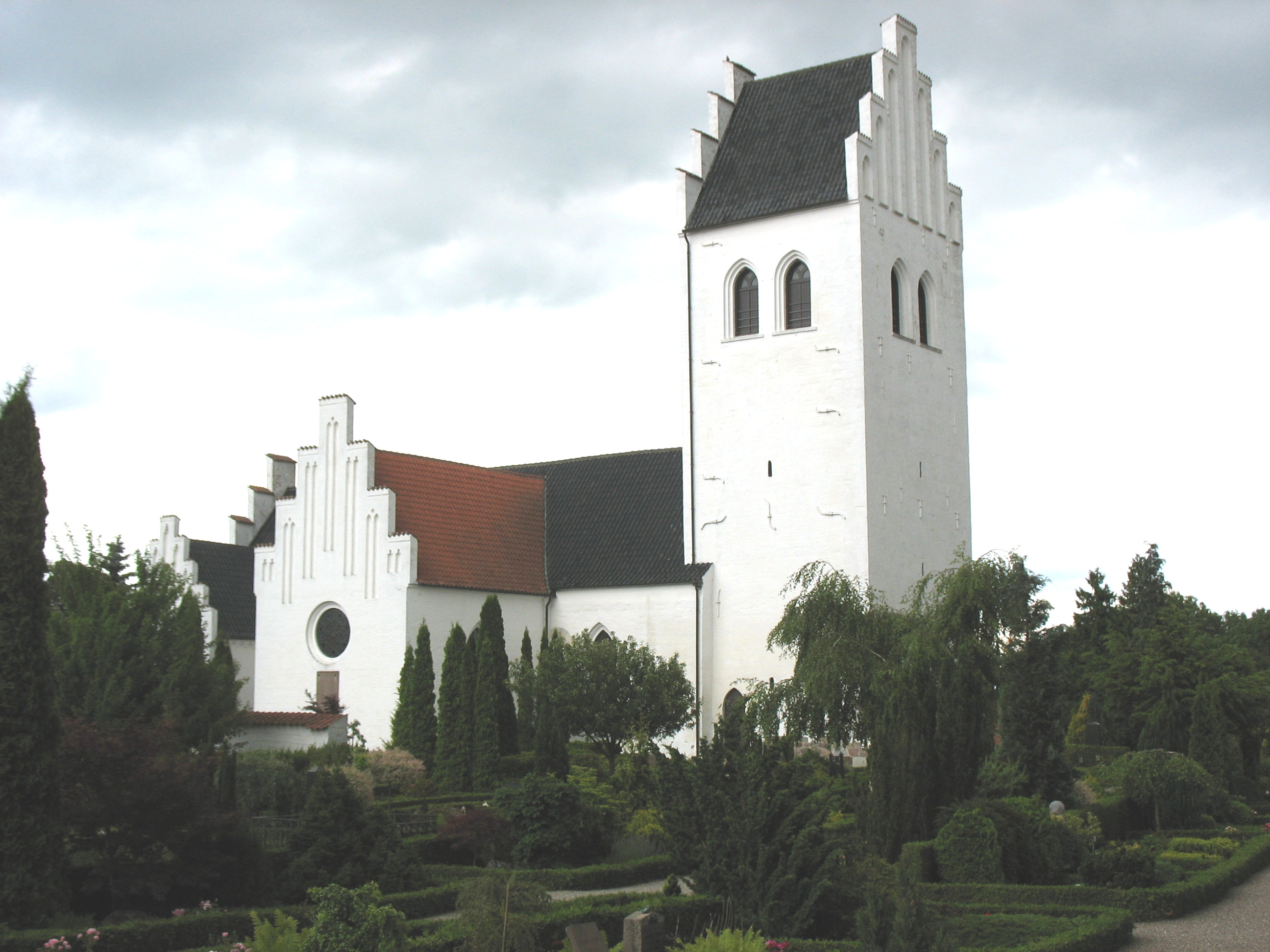
Église de Herfølge
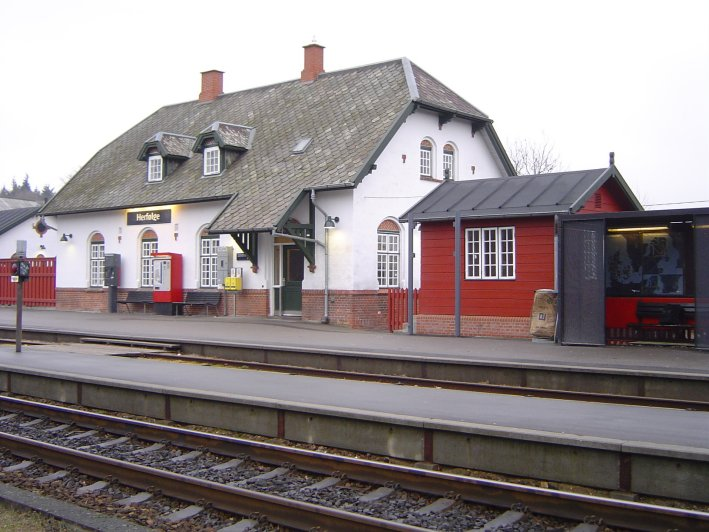
Gare ferroviaire de Herfølge